# Druhé město (kniha)
Druhé město je román českého spisovatele Michala Ajvaze vydaný v roce 1993 a 2005.

## Členění
Román Druhé město se člení na 22 kapitol. Jedná se buď o názvy míst, na kterých se příslušná kapitola odehrává (například V univerzitní knihovně, Petřín, Karlův most, Bistro na Pohořelci), anebo o jedno až dvouslovný název, jenž danou kapitolu nejlépe vystihuje (například Noční přednáška, Prostěradla, Rejnok).

## Charakteristika

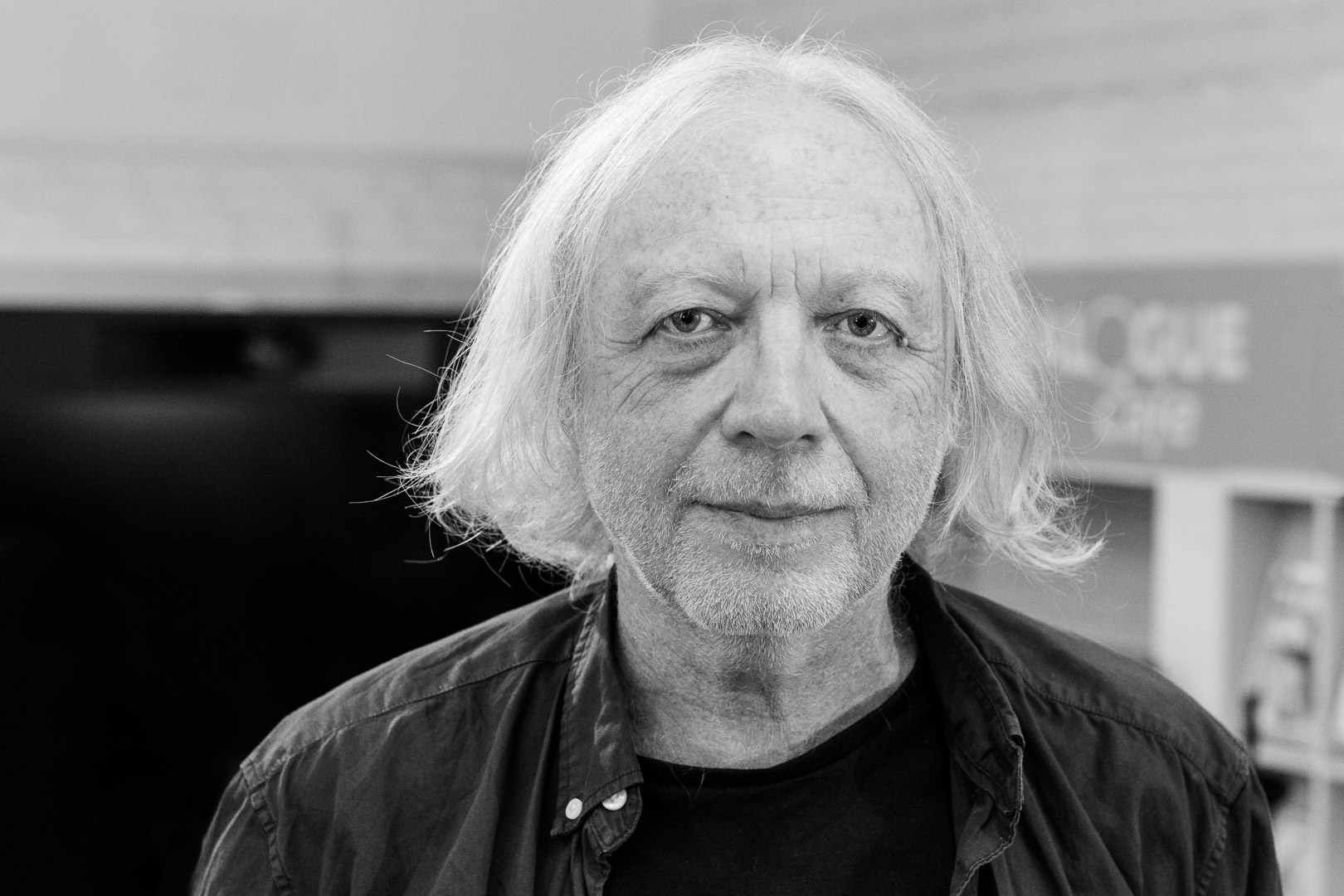
Michal Ajvaz

Kniha Druhé město navazuje na Ajvazovu předchozí tvorbu. Podle Jana Malury Ajvaz v románu Druhé město používá „novou variantu již osvědčené osnovy“. Odlidštěnost přelidněného města Ajvaz reflektoval už ve své předchozí knize Návrat starého varana, v knize Druhé město ovšem rozpracoval její postuláty. Zde Ajvaz předvedl rovněž koncepci literárního díla jako iniciující metafory, jež míří k osvobození jazyka i stylu dané knihy. Směřuje ale také k odhalení estetického ztvárňování sebepřesahující reality. Knihu lze vnímat i jako parodii na iniciačního románu nebo jako román vykazující znaky románu hranice.
Do románu Druhé město Ajvaz znovu zakomponoval Prahu, která zde hraje klíčovou roli. Významným motivem jsou zároveň, jako tradičně v Ajvyzových dílech, zvířata, zejména různí prapodivní tvorové. Ačkoli Ajvazova kniha nese znaky klasické pohádky – objevuje se zde hrdina, poutník, vydávající se na cestu, od které ho ale odrazuje tajemný svět. Hrdina zde také bojuje s netvory. V románu se nachází i jakási forma zakleté princezny a draka (dceru muže v hostinci v dílu unese obávaná tramvaj ze zeleného mramoru) –, dá se zařadit do směru magický realismus. Prolíná se v ní totiž realita s magickou fikcí. Toto zařazení Ajvazova románu však mezi literárními vědci rozpoutalo debatu o místě a smyslu magického realismu v české literatuře. V románu se nalézají také fragmenty dobrodružného románu. Parodizaci a profanizaci kromě zmíněných pohádkových rysů podléhá rovněž samotný mýtus města. V textu se vyskytují také mystifikační hry.
Podle Luboš Merhauta celý román provází jakýsi neklid, kvůli kterému vyvstávají pochybnost o tom, kde něco končí a kde začíná. Jaroslav Kříž na rozdíl od něj svět druhého města pokládá za podobný tomu našemu, ale přitom děsivý. V textu Kříž zároveň rozpoznává melancholii smutek nad světem. Některé věci podle Kříže autor pouze naznačuje, protože pojmenovat něco, s čím nemáme zkušenost, není možné. Pavel Janáček v textu zase pozoruje sebeprojekci člověka, který ještě neodešel do druhého města, ale vnímá ho a nezapomněl na něj.
Sám Michal Ajvaz o svém románu Druhé město prohlásil:
| „              | Ale zase na druhé straně myslím, že to není obtížná četba v tom, že by tam byly nějaké jinotaje, symboly, což si spousta lidí myslí, že to tam je. A teď co jsem tím chtěl říct a proč je tam tohle, co to znamená… Někdo si myslí, že pochopil, o čem to vlastně je a vkládá do toho nějaké významy. To tam není. Já jsem to psal pro radost z psaní a předpokládal jsem, že to lidi budou číst pro radost ze čtení a že se bude líbit ten děj. Opravdu mimo toho děje tam nic není. […] Je to [román] taky o tom, co je vidět a co lidi nevidí. […] Ty jsi říkal, že je to o věcech, které jsou za věcmi, ale abys viděl ty věci za věcmi, tak musíš vidět pořádně ty věci. Já mám pocit, že lidi nekoukají na věci, že toho moc nevidí. Ta knížka byla hlavně možná o tom, že je potřeba na ty věci pořádně koukat a potom uvidíme spoustu věcí jiných, tajemných. | “ |
| — Michal Ajvaz | |   |

Ke své knize se Ajvaz vyjádřil také takto:
| „              | Pak jsem začal psát Druhé město, což je spíše takový řetězec událostí, které mají nějakou strukturu. V té době jsem si uvědomil, že bych tuhle knihu mohl psát opravdu dlouho, klidně by mohla být třeba třikrát delší. Ale pak jsem si na jednom místě řekl, že román raději ukončím. | “ |
| — Michal Ajvaz | |   |

### Jazyk a styl
Frazémů Michal Ajvaz v románu využívá poměrně málo – pouze 57 frazému v celé knize. Projevuje se v nich Ajvazův individuální styl, protože nejčastěji se v díle objevují frazémy neslovesné (27x), což je značně neobvyklé. Na druhém místě jsou kolokační frazémy slovesné (25 výskytů) a na třetím a posledním frazémy větné (4 výskyty). Ustálené přirovnání je v textu pouze jedno, a to naopak od autorských metafor, jež se v knize nachází celkem 37. Ty pomáhají v románu dodat na dramatičnosti, tajemnosti a magičnosti. Netypické u nich je, že většinou nejsou antropocentrická, a převažují proto přirovnání, která se netýkají člověka. Metafor se v knize nachází celkem 106, z nichž 62 jsou personifikace. K přírodním pohybům a objektům patří dohromady 14 metafor. Metafory v Druhém městě představují myšlenku celého díla a je často komplikované pochopit, co jimi autor chtěl říct.
Michal Ajvaz v románu Druhé město celkově používá složitý a osobitý styl psaní, v čemž se odráží to, že jeho obrazné konstrukce jsou obvykle velmi komplikovaně vystavěny. Autor současně dává přednost vlastním jazykovým prostředkům před ustálenými.

## Děj
Hlavní postavou románu je bezejmenný muž, o němž se čtenář knihy může dočíst jen to, že bydlí v Praze, pět let studoval na Filosofické fakultě Univerzity Karlovy a patrně žije sám. V románu není uvedeno ani to, kde pracuje a kolik je mu let.
Román začíná tím, že hlavní postava zcela náhodou v zapadlém antikvariátu objeví knihu psanou záhadným a nerozluštitelným písmem. Hrdina se nejprve pokouší tyto tajemné znaky přeložit, nepomůže mu v tom však ani odborník. Ten se mu ale přizná, že se s nimi už jednou setkal. Vypravěče literární vědec prostřednictvím vyprávění o tomto písmu přivede na pátraní po jiném světě, které lze zahlédnout jen koutkem oka. Jde o druhé město, jež existuje souběžně s normální realitou a prolíná se s jejími okraji. Ačkoli se hrdina snaží nalézt střed labyrintu, druhého města, nedaří se mu to. Brzy se proto dostává na samotnou hranici obou světů a nemůže se vrátit do normálního světa, jež už nemůže vnímat jako jiní lidé. Protože se vypravěčovi hledání po druhém městě nedaří a stále jej od něj odrazují jeho obyvatelé, své pátrání přerušuje a snaží se sním přestat, nakonec se ale k němu vždy vrátí, protože na něj nemůže zapomenout. Stále ale proniká pouze do periferií jiného světa, a to výhradně v noci, což čtenáře může znejistit, že všechno co hrdina prožívá jsou jen sny. Zmíněný literární vědec hrdinovi mimo jiné sdělí toto:
| „              | „Nikdo o knize ani o neznámém písmu nic nevěděl, ale skoro každému se vybavila nějaká pozapomenutá událost, podivné setkání, které nečekaně odhalilo jiný prostor, začal o tom vyprávět, ale obvykle se v polovině příběhu zarazil a rychle převedl řeč na něco jiného“ | “ |
| — Druhé město. | |   |

Obyvatelé druhého města provozují modlitby v podzemním kostele pod Petřínem, přednášky o velké bitvě vně pokojů na Filozofické fakultě nebo prapodivné noční slavnosti po Praze, při kterých zabijí mořské tvory:
| „             | Zděšený tuňák se domrskal na Husův pomník a skryl se mezi kamennými postavami, ale i tam jej dostihl ostrý hrot harpuny. (…) Chobotnice šplhala po fasádě paláce Kinských, zachycovala se chapadly výčnělků rokokových ornamentů, už byla na střeše a soukala se do vikýře, když jejím tělem projela harpuna; zvíře se skutálelo po šikmé střeše a dopadlo na náměstí, ještě dlouho se za ním sypal sníh. Některým rybám se však nakonec přece jen podařilo utéci, zahlédl jsem i velkého žraloka, jak mizí v Železné ulici. | “ |
| — Druhé město | |   |

Ve druhém městě hrdina na střeše katedrály svatého Víta potkává například recitačního ptáka Felixe, který recituje národní epos Zlomená lžička, dále třeba mláďata sfingy, malé losy se světélkujícím parožím, kteří spí v chlívcích umístěných do soch na Karlově mostě, tramvaj ze zeleného mramoru unášející lidi a další podivné tvory a věci. Jednou se hlavní postava v kostelní věži dokonce utká se žralokem, jindy ji zase táhne lanovka vedoucí vnitřky pražských bytů. Jedná pasáž pojednává i tom, jak se vypravěč napije lektvaru od prodavače z druhého města, díky němuž pak může létat. Do druhého města se vstupuje šatními skříněmi, dutými sochami, jimiž je druhé měst doslova zaplněno, útrobami knihoven nebo meziprostory bytů, konkrétně například univerzitní knihovnou nebo zadními dveřmi od na toalet v kavárně Slavii. Někteří obyvatelé druhého města žijí v obou světech zároveň, jak dokládá případ číšníka v bistru, jenž je v druhém městě veleknězem, a jeho dceři Kláře, jež v druhém městě přijala jméno Alweyra.
Michal Ajvaz vypracoval svět druhého města velmi důkladně. Druhé město má totiž svou vlastní kulturu, hierarchii, bankovky s tygřími hlavami, ústavu, časopis Zlatý dráp i vlastní televizi a mytologii, ve které figuruje zejména bůh Dragúz, jehož rozsápal tygr, válečníci na lesním palouku, kteří se proměnili v okřídlené psy, či zmíněný národní epos nazvaný Zlomená lžička. Druhé město má i své knihovny, přísloví (V létající katedrále lasičku neusmažíš), královský palác nebo vědu, jako je archeologie zásuvek. Jeho obyvatelé u sebe tradičně nosí krabičku s lasičkou a mají zakázané slovesné časy. Na hrdinu často mluví až surrealistickým proudem řeči, podstatu jejich slov hrdina proto leckdy nedokáže pochopit.
Nad abnormálními jevy souvisejícími s druhým městem, které se vymykají jakékoli logice a racionalitě, se hlavní postava v Druhém městě však nijak nepozastavuje a zároveň je nijak nezpochybňuje. Nepřemýšlí ani nad tím jak jejich existence možná.
Ke konci románu si vypravěč uvědomí co je příčinou jeho neúspěchu hledání středu druhého města – musí se zcela odpoutat od světa, ve kterém dosud žil. Následně natrvalo odchází do druhého města, čímž celá kniha končí.

## Vydání
Poprvé Druhé město vyšlo v roce 1993 v nakladatelství Mladá fronta. Autor ale toto vydání nepovažuje za své kvůli nedostatkům, kterých se v nakladatelství údajně dopustili. Román proto znovu vyšel roku 2005 v nakladatelství Petrov, a to s ilustracemi Pavla Čecha.
| „              | Když před dvanácti lety byla hotová sazba Druhého města, měl jsem zrovna pravidelnou týdenní službu v maringotce Vodních zdrojů; v nakladatelství nechtěli čekat, až se vrátím, a tak se stalo, že jsem text vůbec nedostal ke korektuře a nemohl mu ani dát definitivní podobu. V textu zůstaly neopraveny četné chyby přepisovačky, z nichž některé zcela měnily smysl vět. Opravený a revidovaný text vychází až nyní; proto petrovskou edici pokládám za první vydání knihy, kterou jsem napsal. | “ |
| — Michal Ajvaz | |   |

První vydání se od druhého vydání liší celkem 676 změnami. Pouze 5 % z nich však tvořily přepisovačky, které měnily smysl vět, o nichž v předmluvě knihy autor mluvil. Těchto 5 % mělo na změnu smyslu vět dopad navíc minimální. Ajvazův postoj v předmluvě knihy byl proto zřejmě podnícen snahou o zvýšení míry pozornosti, jež bude dílu věnována. Jeho úpravami se ale kvalita textu doopravdy značně zvýšila.
Román Druhé město byl také přeložen do několika jazyků včetně ruštiny (Другой город), polštiny (Moderstwo w hotelu Intercontinental. Powrót starego warana. Inne miasto), angličtiny (The Other City), švédštiny (En Annan Stad), norštiny (Den andre byen), italštiny (L'Altra Praga), francouzštiny (L'autre ville) a korejštiny.

## Ocenění
Roku 1993 nakladatelství Mladá fronta román Druhé město prohlásilo za nejlepší českou knihu roku 1993. V roce 2015 bylo Druhé město v překladu Benoîta Meuniera do italštiny oceněno cenou Utopiales udělovanou v rámci Mezinárodního Festivalu science-fiction Utopiales.